# 宇文神举
宇文神举（532年—579年），名举，字神举，以字行，上党郡武乡县（今山西省长治市武乡县）人，北周宗室、官员。

## 生平
宇文神舉為宇文泰族子，高祖父宇文晉陵、曾祖父宇文求男，都在北魏任職，官居高位。祖父宇文金殿，為北魏鎮遠將軍、兗州刺史，封爵安吉縣侯。宇文顯和在554年去世，宇文神举少孤，由族兄宇文深教養，起家中侍上士，袭封长广县公。周武帝继位，为宫伯中大夫，封清河郡公。参与除掉宇文护，为熊州刺史。
後随周武帝东征北齐，任并州刺史。任上励精图治，示以威恩，改封武德郡公、東平郡公。为并州总管。领军讨突厥，破稽胡，威名大振。
周宣帝继位，将他赐死。

## 家庭

### 父母
- 宇文显和，西魏使持节、散骑常侍、车骑大将军、仪同三司、长广良公
- 高句丽高氏，北魏青州刺史高明孙女，太仆卿、兖定二州刺史高迁之女，北周柱国、犍为公、梁州江陵延州丹州四总管、廿五州刺史高琳姐姐

### 兄弟
- 宇文庆，隋朝上柱国、汝南刚公

### 子女
- 宇文同，北周仪同大将军、东平郡公
- 宇文则，隋朝大都督、千牛备身、东平郡公[8]
- 宇文谊，隋文帝挽郎，唐朝益州青城瀛州、清苑二县令
- 宇文氏，嫁隋朝都督、管国公长孙宽

## 延伸阅读
[在维基数据编辑]
 《周書/卷40》，出自令狐德棻《周書》
 《北史·卷057》，出自李延壽《北史》